# Шуваловка (Нижегородская область)
Шува́ловка — деревня в Сеченовском районе Нижегородской области на границе с Порецким районом Чувашской республики в 3 км от трассы регионального значения Работки — Порецкое. Входит в состав Кочетовского сельсовета. Стоит на реке Кише. В настоящее время население деревни — около 70 человек.

## История
Деревня Шуваловка основана представителем старинного русского дворянского рода, действительным генерал-фельдмаршалом Петром Ивановичем Шуваловым в первой половине XVIII века. В середине XVII века земли, на которых появилась деревня, отцу Петра Шувалова стольнику Ивану Шувалову пожаловал царь Алексей Михайлович. До мая 1922 года входила в состав Курмышского уезда Симбирской губернии, затем — вплоть до конца 1920-х годов — в состав Алатырского уезда Симбирской губернии. С 1929 года — в составе Нижегородского края. В связи с тем, что деревня была основана позже, чем соседнее село Рогожка, также принадлежащее Шувалову, за ней закрепилось и второе, народное название — Новая деревня. После отмены в 1861 году крепостного права наследники Шуваловых продали своё имение и оставшуюся в их собственности землю помещику Ардатовского уезда Симбирской губернии князю Енгалычеву.
Поместье Енгалычевых существовало до 1917 года. Усадьба князя Енгалычева, находившаяся в версте от Шуваловки, включала в себя два больших барских двора, в которых проживали родственники князя и их обслуга с семьями, всего 53 человека.

## Население
| 2002 | 2010 |
| ---- | ---- |
| 63   | ↘47  |

## Этнический состав населения
Основную часть населения Шуваловки и близлежащих деревень изначально, по-видимому, составляла мордва (эрзя). Однако, в конце XVIII — начале XIX века сюда были перевезены несколько семей помещичьих крестьян из Подмосковья. Об этом свидетельствует до сих пор распространённая в Шуваловке фамилия — Москалёвы. Кроме того, в отличие от соседних деревень, в произношении жителей Шуваловки ярко выражено аканье.

## Сельское хозяйство
Шуваловка расположена на плодородных чернозёмных землях. Поэтому основным занятием жителей во все времена являлось земледелие. Также было развито скотоводство. До конца 1980-х годов рядом с деревней находился свинокомплекс и конный двор местного колхоза.

## География
В официальных источниках фигурируют официальные названия улиц деревни Шуваловка — Школьная и Кооперативная. Однако, жителями деревни они не используются. Народные названия улиц — Козловка, Ежовка и Синев конец. Этимология первых двух названий точно неизвестна. Улица Синев конец, возможно, называется по фамилии рода крестьян Синевых, которые её населяли.

## Религия
Население Шуваловки — православное. Престольный праздник — День памяти Илии Пророка (2 августа).

## Известные уроженцы деревни Шуваловка
- Косов, Даниил Александрович (1917—1945) — участник Великой Отечественной войны, командир роты противотанковых ружей 178-го гвардейского стрелкового полка (58-я гвардейская стрелковая дивизия, 5-я гвардейская армия, 1-й Украинский фронт), гвардии старший лейтенант. Погиб смертью храбрых 14 февраля 1945 года в бою за город Бреслау (Польша). В июне 1945 года Даниилу Косову было присвоено звание Героя Советского Союза (посмертно)[6].
- Киселёв Вадим Яковлевич (1940—2011) — Художник-график, Член Союза Художников России, член Международной ассоциации изобразительных искусств «Юнеско». Участник 90 художественных выставок в России и за рубежом. удостоен дипломов участника международных фестивалей экслибриса: в Милане 1981 г., в Братиславе в 1982 г., в Германии в 1982 г., в Оксфорде в 1982 г., на Международном фестивале в Самаре в 2010 г. На протяжении 25 лет преподавал в Поволжском государственном университете сервиса г. Тольятти, 15 лет возглавлял кафедру «Рисунок и живопись», а позже «Декоративно-прикладное искусство» удостоен звания доцента и почетного профессора ПВГУС, заслуженного работника университета.
- Киселёв Анатолий Александрович (1932—2010) — военный, дослужился до звания полковник, последнее время работал преподавателем кафедры философии и научного коммунизма в Рязанском сельхозинституте.

## Достопримечательности
- Родник близ деревни Шуваловка, вода из которого содержит полезные микроэлементы и считается целебной[7]
- Обелиск погибшим землякам в годы Великой Отечественной войны[8]